# قایق بادی سخت‌تنه

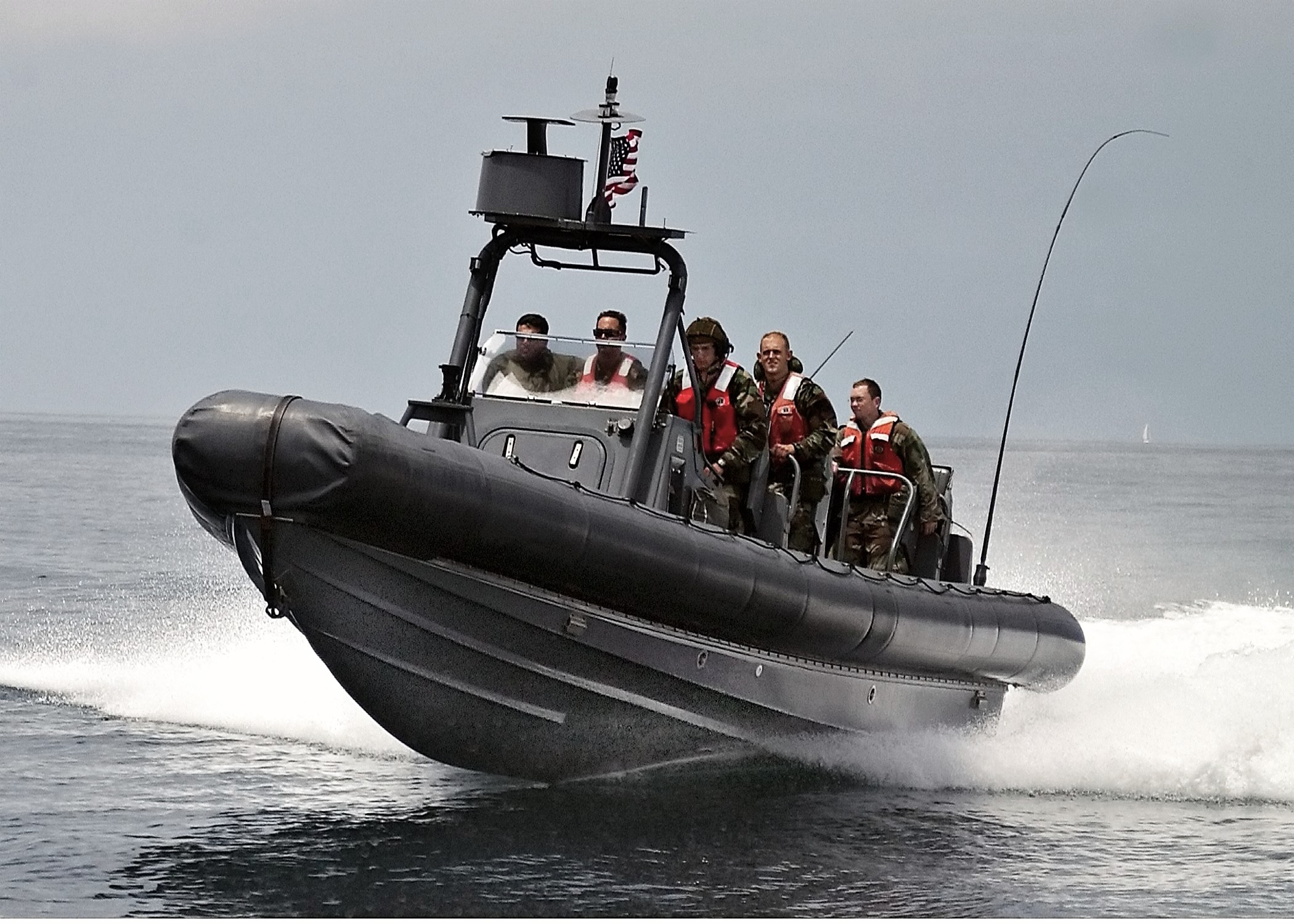
استفاده نظامی از قایق بادی سخت‌تنه

 قایق بادی سخت‌تنه  (به انگلیسی: Rigid-hulled inflatable boat یا به گونه مختصر شده‌ي (RHIB)) گونه‌ای قایق بادی سبک با کارآیی و ظرفیت بالاست که دارای تنه (قایق) ی بسیار مستحکم و بالاکنار (قایق)‌های انعطاف‌پذیری می‌باشد. هوایی که درون جلد تنهٔ قایق موجود است به شناوری قایق حتی در شرایط طوفانی که ممکن است آب بسیاری به درون قایق بریزد کمک می‌کند. قایق‌های بادی سخت‌تنه استفاده‌های گوناگونی در زمینه‌های مختلفی چون نظامی، تفریحی، دانش، تجارت و غیره دارند. نخستین قایق بادی سخت‌تنه در سال ۱۹۶۷، در کالج آتلانتیک و در استان ولز جنوبی انگلستان توسط دانش آموزان تونی و ادوارد لی الیوت ابداع گشت و پس از آن در سال ۱۹۷۰ به مناطق دیگری چون کانادا و آمریکای شمالی معرفی گشت.